# 多功建昌
多功 建昌（たこう たてまさ）は、室町時代後期～戦国時代の武将。下野国の大名、宇都宮氏の家臣。多功城城主。多功氏は宇都宮氏の庶流である。石見守。子に多功長朝。
天文20年（1551年）1月20日に米寿の祝賀を催したという。同年、東舘に新しい城を築き、西舘から移動した。翌天文21年（1552年）、星宮山多功院建昌寺（現・見性寺）を建立。
また、寿命が現代でも稀な110歳であり、相当長生きな人物であったという。